# 陳厝厝
陳厝厝，是臺灣彰化縣永靖鄉的一個傳統地域名稱，位於該鄉東部。相較於今日行政區，其範圍大致包括永興村、東寧村。

## 歷史
台灣清治末期至日治初期，陳厝厝地區為一街庄，稱為「陳厝厝庄」，隸屬於武西堡。該庄西北與五汴頭庄為鄰，北與崙仔庄為鄰，東北邊、東邊及南邊東大段與湳底庄為鄰，南邊西小段為張厝庄，西邊為湳港舊庄。
1901年（日治明治三十四年）11月，全台廢縣廳改設二十廳，該庄隸屬於彰化廳。1903年（明治三十六年）6月，該庄編入「關帝廳區」，隸屬於彰化廳。1909年（明治四十二年）10月，合併二十廳為十二廳，關帝廳區改隸屬於臺中廳。1920年（大正九年），該庄改制為「陳厝厝」大字，隸屬於臺中州員林郡永靖庄。
戰後永靖庄改制為永靖鄉，隸屬於臺中縣，大字亦改制為村。1950年10月，中、彰、投分治，永靖鄉改隸屬彰化縣。

## 聚落
本地區的聚落有五汴頭、東寧、崙子、光雲、浮圳（半庒）等，在日治期初期的官方地圖上已有記載。

## 交通
台鐵縱貫線是台灣西部南北鐵路幹線，大致以北北西—南南東走向經過陳厝厝地區東部近邊界地帶。境內未設站，北側最近的東北部邊界外緣的永靖車站，屬招呼站，僅停靠區間車；南側最近的是社頭車站，屬三等站，停靠少數自強號、莒光號，部分區間快車及全部區間車。由此等車站可前往台鐵沿線各站。
鄉道彰79線（永崙路、九分路）是大饒至陳厝的道路，其西南側端點位於本地區北部永興國小前的鄉道彰144線路口。由此向東北轉北再轉東北東至本地區東北部邊界的鄉道彰80-1線路口，轉東南與其共線並沿邊界而行約20公尺，轉東北獨行並出境，至台鐵縱貫線前道路中斷，須繞道始能到達鐵路另一側的崙饒路，由該道路續向東北可前往湳底與崙子交界地帶、湳底與田中央交界地帶、湳底北端並止於湳底東部邊界北側的縣道141號路口。
鄉道彰80-1線（九分路）是太平至新厝的道路，大致以西北—東南走向到達本地區北部凸出部分的東北側最北點，沿本地區北部邊界而行，經鄉道彰79線路口及一小段共線後，經鐵路平交道（汽車無法通行）後至新興巷路口，轉東微北出境。由該道路向西北可前往崙子與五汴頭交界地帶並止於鄉道彰80線路口，向東微北可前往湳底北部的新厝子聚落並止於湳底東部邊界地帶的縣道141號路口。
鄉道彰81線（浮圳路）是浮圳至社頭的道路，其西北側端點位於本地區西北角的鄉道彰144線路口。由此向南轉東南再轉東再轉南微東，經浮圳聚落後沿本地區西部邊界而行，經鄉道彰146線終點路口並出境，可經一小段張厝與小紅毛社交界地帶後轉東微北前往張厝、社頭中部並止於舊縣道141號（員集路二段）路口。
鄉道彰144線（永興路二段～一段）是海豐崙至社頭的道路，大致以西南西—東北東走向繞大彎轉西北—東南走向經過本地區北部，並經過鄉道彰81線、彰79線路口。由該道路向西南西轉西北西可前往五汴頭、永靖、獨鰲、獨鰲與福興一小段交界地帶、福興與海豐崙交界地帶並止於鄉道彰143號路口，向東南可前往湳底中部並止於其東側邊界地帶的舊縣道141號（員集路三段）路口。

## 學校
- 永興國小

## 廟宇
- 永靖清福宮（土地祠，舊廟身為歷史建築）